# Snelheidsmeter

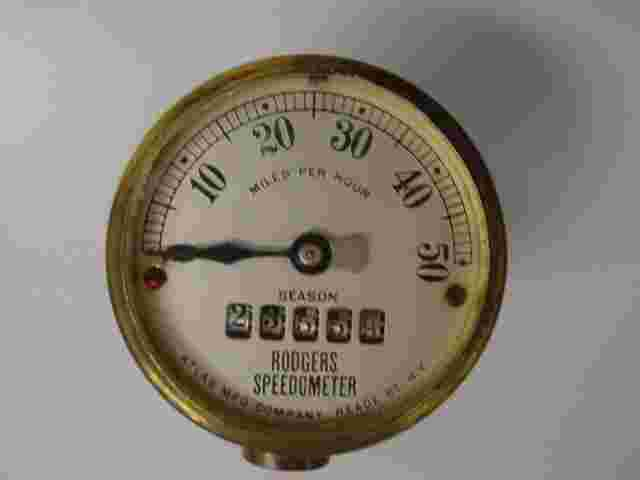
Rodgers snelheidsmeter met mijlenteller (ca. 1915)

Snelheidsmeters komen voor in diverse voertuigen. In landvoertuigen zoals auto's en vrachtauto's wordt de snelheid aangegeven in kilometer of mijl per uur. In schepen en in vliegtuigen wordt de snelheid aangegeven in knopen.

## Luchtvaart

Schematische snelheidsmeter van een vliegtuig
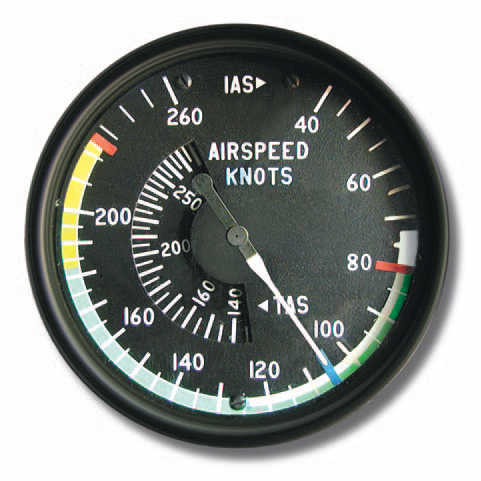
Dit exemplaar geeft zowel de indicated als de true airspeed aan

De snelheidsmeter werd vóór 1888 uitgevonden door Josip Belušić. Hij patenteerde zijn uitvinding in 1888 in Wenen en presenteerde deze later op de Wereldtentoonstelling van 1889 in Parijs.
De snelheidsmeter in een vliegtuig, meestal bij zijn Engelse naam airspeed indicator genoemd, meet de snelheid ten opzichte van de omringende lucht (indicated airspeed). De snelheid wordt weergegeven in knopen (Engels: knots). Een snelheidsmeter meet middels een Pitotbuis het drukverschil tussen de energiedruk enerzijds en de statische druk anderzijds.
Op de meter zijn een witte, gele en groene lijn aangebracht en een rood merkteken. Deze geven een aantal V-snelheden aan.
- Rood merkteken: de piloot mag nooit zo snel vliegen dat hij over dit merkteken gaat.
- Gele markering: de snelheid in dit bereik is alleen toegestaan als er geen turbulentie is. Er mogen alleen kleine roeruitslagen gemaakt worden, omdat er anders te grote belastingen op de vliegtuigconstructie komen te staan.
- Groene markering: deze geeft het bereik aan van de snelheid bij normaal vliegen met de welvingskleppen (Engels: flaps) en het landingsgestel ingetrokken tot de snelheid bij het begin van de gele lijn.
- Witte markering: het bereik van deze lijn gaat vanaf de minimale tot de maximale snelheid met uitgeschoven welvingskleppen en overlapt gedeeltelijk met de groene lijn. Wordt er langzamer gevlogen dan de minimale snelheid, dus buiten de witte lijn, dan bevindt het vliegtuig zich in een overtrek (Engels: stall). Het kan dan zijn hoogte niet meer vasthouden.

Omdat de luchtdruk (en daarmee de luchtdichtheid) afneemt met de hoogte wijst de snelheidsmeter op hoogte een lagere snelheid aan dan die het vliegtuig werkelijk vliegt (de indicated airspeed, IAS, is lager dan de true airspeed, TAS). Uit aerodynamisch oogpunt wijst de snelheidsmeter dan echter nog steeds de goede snelheid aan.
snelheidsmeter · kunstmatige horizon · hoogtemeter · bochtaanwijzer · gyrokompas · variometer · radiohoogtemeter · vliegtuigelektronica